# Architettura bizantina

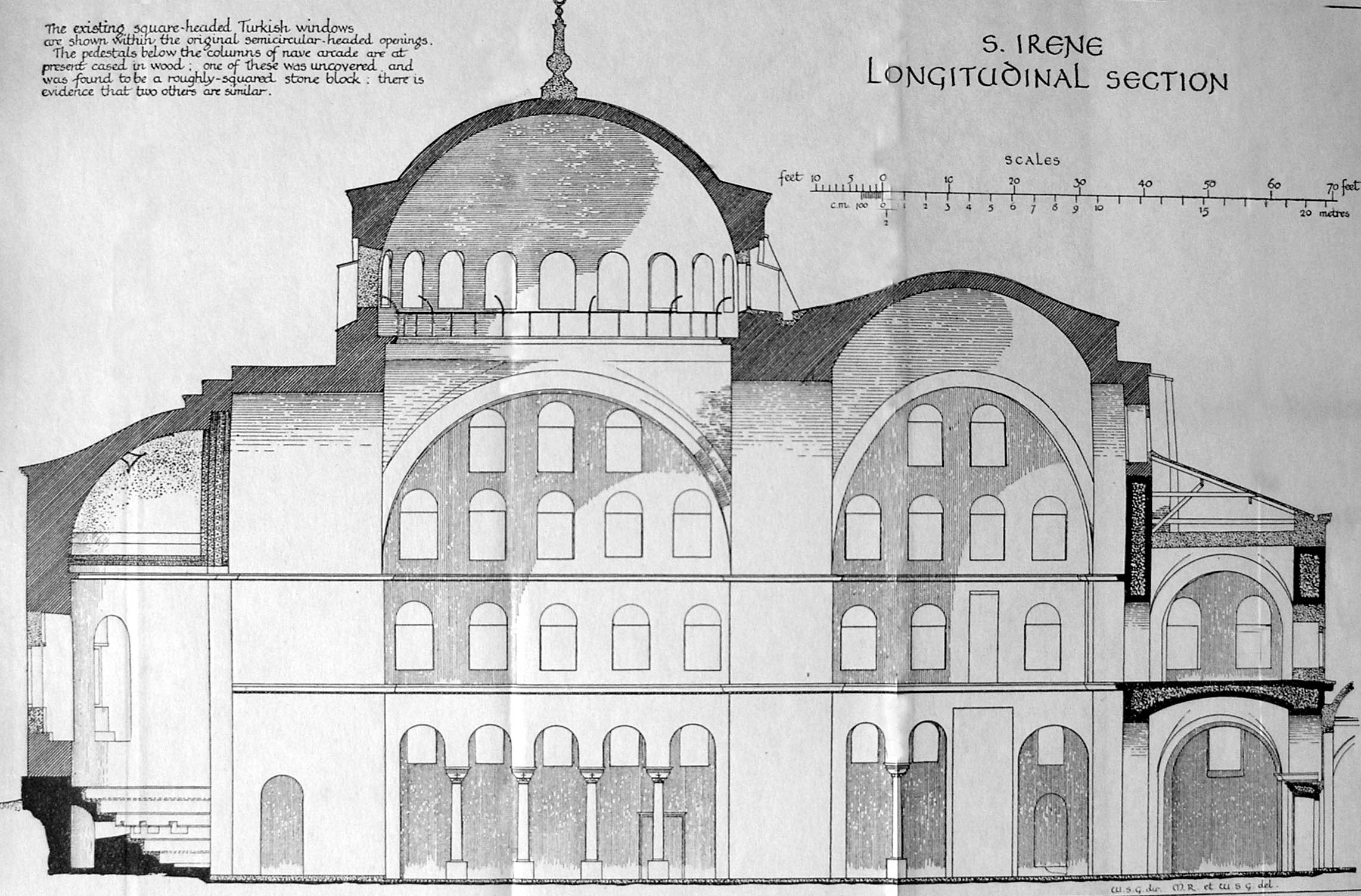
La chiesa di Santa Irene di Costantinopoli (VI secolo) è un superbo esempio della prima architettura bizantina.

L'architettura bizantina è l'architettura dell'Impero romano d'Oriente, conformatosi come entità statuale autonoma nel 395, alla morte di Teodosio I. Tale arte ebbe come fulcro la città di Costantinopoli (l'antica Bisanzio), così chiamata dopo la morte dell'imperatore romano Costantino I, che l'aveva scelta come capitale dell'Impero (330) ribattezzandola Nova Roma. Tale funzione fu condivisa dalla città, nel corso del IV secolo, con altri importanti centri imperiali, fra cui Milano. Inizialmente l'architettura bizantina non si differenziava molto dall'architettura romana. Col tempo emerse uno stile permeato di influenze del Vicino Oriente e che usava la pianta a croce greca per l'architettura delle chiese. I mattoni sostituirono le pietre, gli ordini classici furono interpretati più liberamente, i mosaici sostituirono le decorazioni scultoree e complesse cupole furono innalzate.

## Gli inizi
I principali esempi della prima architettura bizantina risalgono al regno di Giustiniano I e sopravvivono a Costantinopoli, Ravenna e Sofia (la chiesa di Santa Sofia). Uno dei grandi passaggi nella storia dell'architettura occidentale si ebbe quando gli architetti di Giustiniano inventarono un tipo di transizione dolce dalla pianta quadrata di una chiesa alla cupola circolare per mezzo di catini e pennacchi.
A Ravenna si trovano, fra le altre, la basilica di Sant'Apollinare in Classe (a pianta rettangolare) e l'ottagonale chiesa di San Vitale, voluta da Giustiniano, il quale tuttavia non poté mai ammirarla.
Fra i monumenti di Costantinopoli voluti da Giustiniano ci sono le chiese di Hagia Sophia e Santa Irene, ma c'è anche la più antica (e più piccola) chiesa dei Santi Sergio e Bacco (chiamata anche "Piccola Hagia Sophia”), la quale è stata ispirata da San Vitale a Ravenna, e che potrebbe essere servita come modello per le prime due, in quanto combina elementi di una basilica longitudinale con quelli di un edificio a pianta centrale. Fra le altre strutture civili di Costantinopoli sussistono le rovine del Gran Palazzo, le innovative mura di Costantinopoli (con più di 192 torri) e la Yerebatan Sarayı (la "cisterna-basilica"), con centinaia di colonne classiche riutilizzate.
La chiesa di San Demetrio a Tessalonica, il monastero di Santa Caterina sul Monte Sinai, il monastero di Jvari nell'odierna Georgia e tre chiese armene di Echmiadzin sono successive al 600 d.C. e danno un'idea delle tendenze architettoniche nelle province bizantine dopo l'epoca di Giustiniano.

## Il periodo intermedio
Il periodo intermedio della storia bizantina non vide ambiziose opere architettoniche. Degli anni dell'iconoclastia ci rimane solo la basilica di Santa Sofia a Tessalonica. Un'altra importante costruzione, la chiesa dell'Assunzione a Nicea, fu distrutta durante la guerra greco turca all'inizio degli anni venti del Novecento, ma se ne conservano delle fotografie.

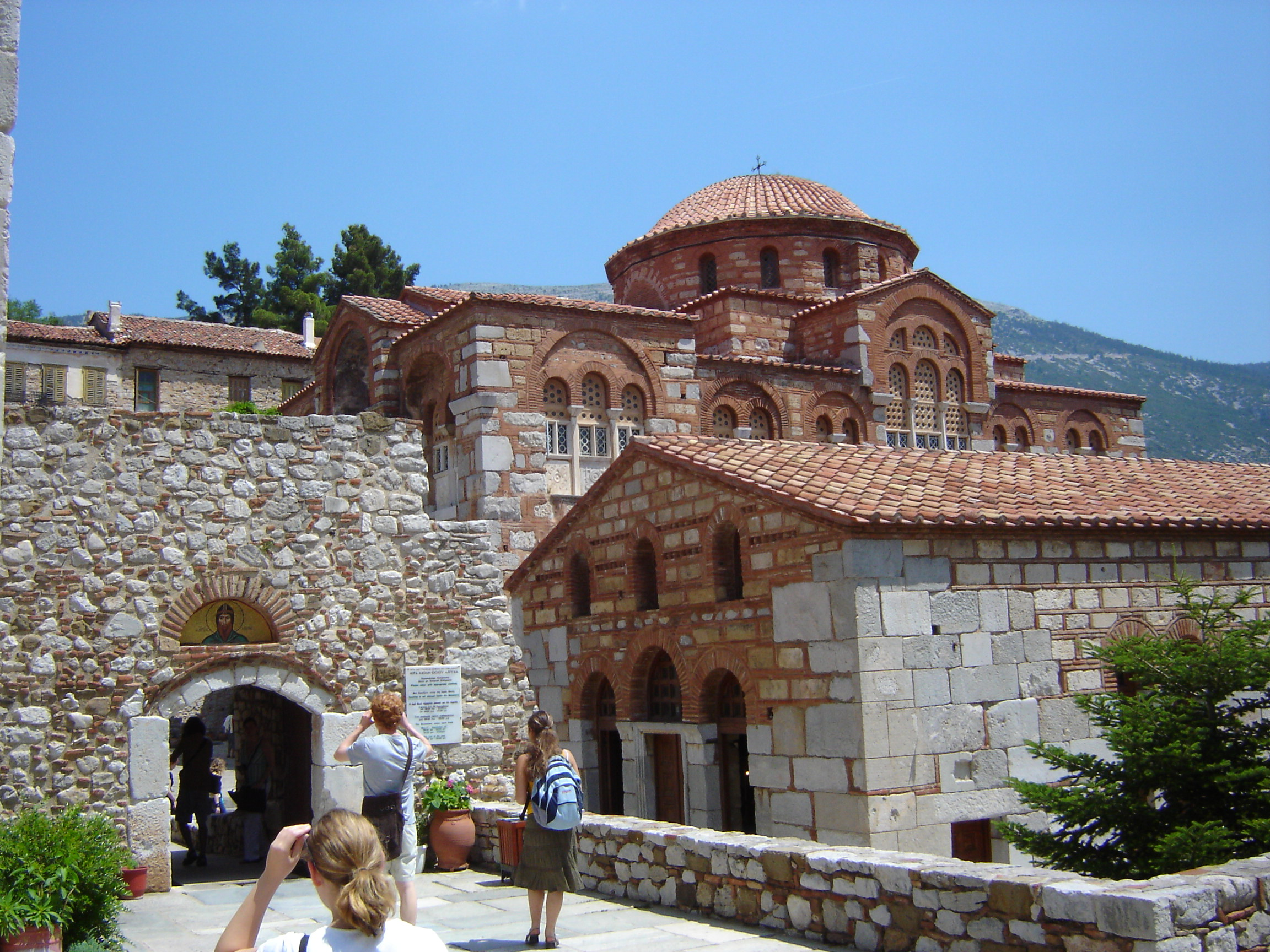
Il Monastero di Ossios Loukas in Grecia (XI secolo) è rappresentativo dell'arte bizantina durante il governo dei Macedoni.

Il periodo della dinastia dei Macedoni, tradizionalmente considerato il compendio dell'arte bizantina, non ha lasciato una duratura eredità in architettura. Si presume che la chiesa votiva Theotokos Panachrantos (Immacolata Madre di Dio, probabilmente l'odierna moschea di Fenari Isa), voluta da Basilio I e non più esistente, sia servita come modello per molti santuari di quel periodo con pianta a croce inscritta, come la chiesa del monastero di Ossios Loukas in Grecia (circa 1000), il monastero di Nea Moni a Chio (un progetto caro a Costantino IX) e il monastero di Dafni a Chaidari, presso Atene (circa 1050).
La pianta a croce inscritta divenne predominante anche nei paesi slavi evangelizzati dai missionari greci durante il periodo macedone. La cattedrale di Santa Sofia di Ocrida (nell'odierna Macedonia del Nord) e la chiesa di Santa Sofia a Kiev (nell'odierna Ucraina) testimoniano la moda delle cupole sussidiarie su tamburo, che col tempo sarebbero diventate più alte e più snelle.

## I periodi comneno e paleologo
A Costantinopoli e in Asia Minore l'architettura del periodo dei Comneni ha lasciato poche ma notevoli testimonianze: in Cappadocia l'Elmali kilise ed altri santuari rupestri; a Costantinopoli la chiesa del Pantocratore (oggi nota come moschea di Zeyrek) e la chiesa della Theotokos Kyriotissa (Madre di Dio in Trono, oggi nota come moschea Kalenderhane). Molto invece sopravvive ai margini del mondo bizantino, dove nacquero forme nazionali di architettura: nei paesi transcaucasici, in Russia, Bulgaria, Serbia e altri paesi slavi, così come in Sicilia (Cappella Palatina) e Veneto (basilica di San Marco, cattedrale di Santa Maria Assunta).
Il periodo dei Paleologi è invece ben rappresentato da una dozzina di chiese di Costantinopoli, particolarmente San Salvatore in Chora (oggi Museo Kahriye) ed il parekklesion della Theotokos Pammakaristos (Beata Madre di Dio, oggi moschea Fetiye). Diversamente dalle controparti slave, gli architetti di questo periodo non accentuarono mai la spinta verticale delle strutture. Come risultato, non c'è molta magnificenza nelle architetture tardo medievali di Bisanzio (eccetto la chiesa di Santa Sofia di Trebisonda).
La chiesa dei Santi Apostoli a Salonicco è spesso citata come una struttura tipica del tardo periodo, quando le mura esterne venivano decorate con complessi, intricati schemi di mattoni o con ceramiche smaltate. Altre chiese del periodo immediatamente precedente la caduta di Costantinopoli sopravvivono a Monte Athos e a Mistra (ad esempio il monastero di Brontochion).

## L'evoluzione strutturale
Ai tempi della costruzione delle chiese di Costantino in Palestina erano in uso due tipi principali di pianta: la pianta basilicale, o assiale, come nella Basilica del Santo Sepolcro, e la pianta circolare, o centrale, come nella grande chiesa ottagonale perduta di Antiochia. 

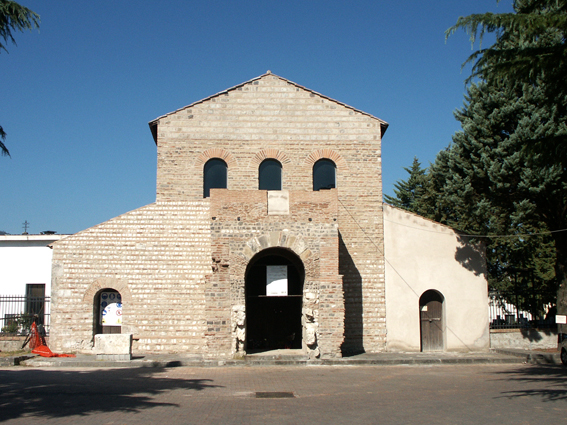
Basilica di Santa Maria di Cubulteria uno splendido esempio di architettura bizantina nella provincia di Caserta.

### Chiese a pianta centrale
Si deve supporre che quelle del secondo tipo avessero quasi sempre un soffitto a volta, dato che una cupola centrale sembrerebbe la loro vera ragion d'essere. Lo spazio centrale era talvolta circondato da un muro molto spesso, in cui erano ricavate profonde rientranze verso l'interno, come nella nobile Chiesa di San Giorgio a Salonicco (V secolo), o da un deambulatorio con volta a botte, come nel Mausoleo di Santa Costanza a Roma (IV secolo); oppure dallo spazio centrale sporgevano degli annessi a formare una croce, aggiunte che aiutavano a sostenere la volta centrale, come nel Mausoleo di Galla Placidia a Ravenna (V secolo). La più famosa chiesa di questo tipo era la Chiesa dei Santi Apostoli a Costantinopoli. I soffitti a volta furono presto applicati anche alla pianta basilicale; per esempio in Santa Irene a Costantinopoli (VI secolo), il lungo corpo della chiesa è coperto da due cupole.

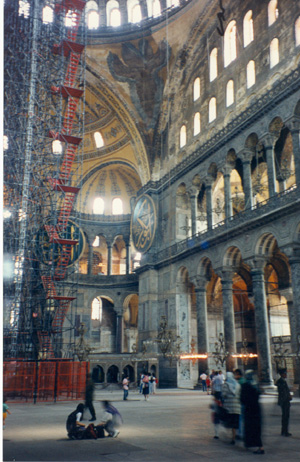
Interno di Hagia Sophia, in cui si possono notare molti elementi della migliore architettura bizantina.

Nella Chiesa dei Santi Sergio e Bacco a Costantinopoli e nella Basilica di San Vitale a Ravenna, chiese a pianta centrale, lo spazio sotto la cupola venne esteso con l'aggiunta di absidi all'ottagono. Infine a Hagia Sophia (VI secolo) fu creata una combinazione che rappresenta forse il progetto più interessante mai ideato. Uno spazio centrale quadrato di 30 metri è aumentato a 60 metri con l'aggiunta di due emicicli a est e ad ovest; questi sono ulteriormente ampliati da tre absidi minori verso est e altre due verso ovest. Quest'area ininterrotta lunga circa 80 metri e larga più di 30 è interamente coperta da un sistema di superfici a cupola. Al di sopra dei catini delle piccole absidi si innalzano due grandi semicupole che coprono gli emicicli, e tra queste prorompe la grande cupola sopra il quadrato centrale. Quest'ultima è sostenuta sui lati sud e nord da navate a volta su due piani che danno a tutto l'insieme una forma esterna quadrata.

### Chiese a croce greca inscritta in un quadrato
Ai Santi Apostoli (VI secolo) sopra una pianta cruciforme erano disposte cinque cupole, delle quali la centrale più alta. Nessuna chiesa costruita dopo il VI secolo potrà competere in grandezza con queste opere di Giustiniano, e le piante tesero ad assimilarsi ad un tipo unico. Un'area centrale coperta dalla cupola era inclusa in un quadrato sensibilmente più grande: il soffitto a volta dei quattro lati identificava internamente una navata ed un transetto. A volte lo spazio centrale era quadrato, altre volte ottagonale, o per lo meno c'erano otto pilastri invece di quattro a sostenere la cupola, con navata e transetto proporzionalmente più piccoli.
Disegnando un quadrato e dividendo ciascun lato in tre parti, con la parte centrale più grande, e dividendo - partendo dai punti ottenuti - l'area in nove, ci si avvicina ad un progetto tipico di quegli anni. Dai punti di divisione sul lato est si sviluppano tre absidi, mentre alla facciata ovest si sovrappone uno stretto portico di entrata, il nartece. Di fronte a questo si crea un cortile quadrato, l'atrio: di solito ha una fontana centrale posta sotto un baldacchino sostenuto da colonne. Proprio sotto il centro della cupola si ha l'ambone, dal quale venivano proclamate le Scritture, e sotto l'ambone stava il coro dei cantanti.
Sul lato est del quadrato centrale c'era una transenna sormontata da immagini, l'iconostasi, a separare il bema, dove era situato l'altare, dal corpo della chiesa. Il bema era la zona della chiesa riservata al clero ed ai ministri, analoga quindi al presbiterio. L'altare era protetto da un baldacchino o ciborio poggiante su pilastri. File di sedili innalzati lungo la circonferenza dell'abside, con il trono del patriarca nel punto centrale a est formavano il synthronon (trono collettivo). I due ambienti più piccoli e absidati ai lati del bema erano i Pastoforia (prothesis e diaconicon). L'ambone e il bema erano collegati dal solea, un camminamento sollevato affiancato da ringhiere o muretti.

### Influenze
La continua influenza orientale si evidenzia in modo strano nel gusto per la decorazione esterna dei muri delle chiese costruite intorno al XII secolo, in cui mattoni scolpiti sono disposti in modo da formare fasce ornamentali chiaramente ispirate alla scrittura cufica. Questo tema era associato alla disposizione esterna di mattoni e pietre secondo una varietà di disegni; anche questo costume ha probabilmente origini orientali, dato che decorazioni simili si trovano in molti edifici persiani.
Le cupole e le volte erano esternamente ricoperte di piombo o con tegole di tipo romano. Le cornici di porte e finestre erano in marmo. Le superfici interne dell'edificio erano completamente decorate nella parte alta con mosaici o affreschi e nella parte inferiore con rivestimenti in lastre di marmo, spesso di molte e pregiate qualità, e disposte in modo che le colorazioni formassero una serie di ampi pannelli. I marmi migliori erano tagliati in modo che le due superfici ottenute formassero un disegno simmetrico paragonabile ai motivi della pelle degli animali.

#### L'influenza armena sull'architettura bizantina
L'aspra lotta per il potere in Armenia tra Arabi e Bizantini causò la fuga di molti principi, nobili e soldati verso l'impero bizantino. Queste migrazioni potrebbero in seguito aver influenzato l'architettura bizantina. È invece improbabile che ci sia stata un'influenza inversa: l'Armenia, altrettanto intollerante di Bisanzio su questioni di fede, allontanò dal paese tutti i dissidenti nel 719. Date queste circostanze è difficile credere che ci fosse un'ammirazione per l'architettura bizantina da parte degli armeni.
Nei secoli VIII e IX in Armenia non si ebbero le condizioni per un avanzamento culturale e artistico. Ciò nonostante le fortezze in cui molti principi erano stati costretti a rifugiarsi diedero la possibilità agli architetti di cimentarsi nella costruzione di chiese e conventi dedicati alla memoria degli antenati, dove venivano celebrate messe per le anime dei defunti. Un monumento scoperto ad Ani (città) durante gli scavi del 1910 fu probabilmente costruito durante il secolo della desolazione. Una parte della bella chiesa di Otzoun risale al 718, ed una parte di quella di Banak appartiene allo stesso secolo.
In seguito gli arabi tornarono ad allearsi con gli armeni, e intorno all'inizio del X secolo l'architetto Manouel costruì la famosa chiesa di Akdamar, il capolavoro di questo periodo. Lo stesso architetto costruì la chiusa sul lago di Van. Durante i secoli IX e X furono costruiti: la chiesa e il convento di Narek, la chiesa del Salvatore a Taron, altre chiese a Ashtarak, Mazra, Horomos, Noratouz, Dariounk, Oughouzli, Soth, Makenatzotz, Vanevan, Salnapat, Sevan, Keotran (vicino a Erevan), Taron (San Giovanni Battista), Ishkhan, ed il convento di Shoghak, tutti notevoli per aspetto e ricchezza delle decorazioni.

## L'eredità bizantina
In ultima analisi, l'architettura bizantina aprì la strada in occidente all'architettura romanica e all‘architettura gotica. In oriente esercitò una profonda influenza sull'architettura islamica, con notevoli esempi come la moschea degli Omayyadi di Damasco (in origine una chiesa) e la cupola della Roccia a Gerusalemme (interamente costruita da maestranze bizantine), che richiesero per la decorazione l'impiego di artigiani e mosaicisti bizantini. In Bulgaria, Russia, Romania, Georgia e in altri paesi ortodossi l'architettura bizantina durò ancora più a lungo, dando vita infine a scuole locali di architettura.

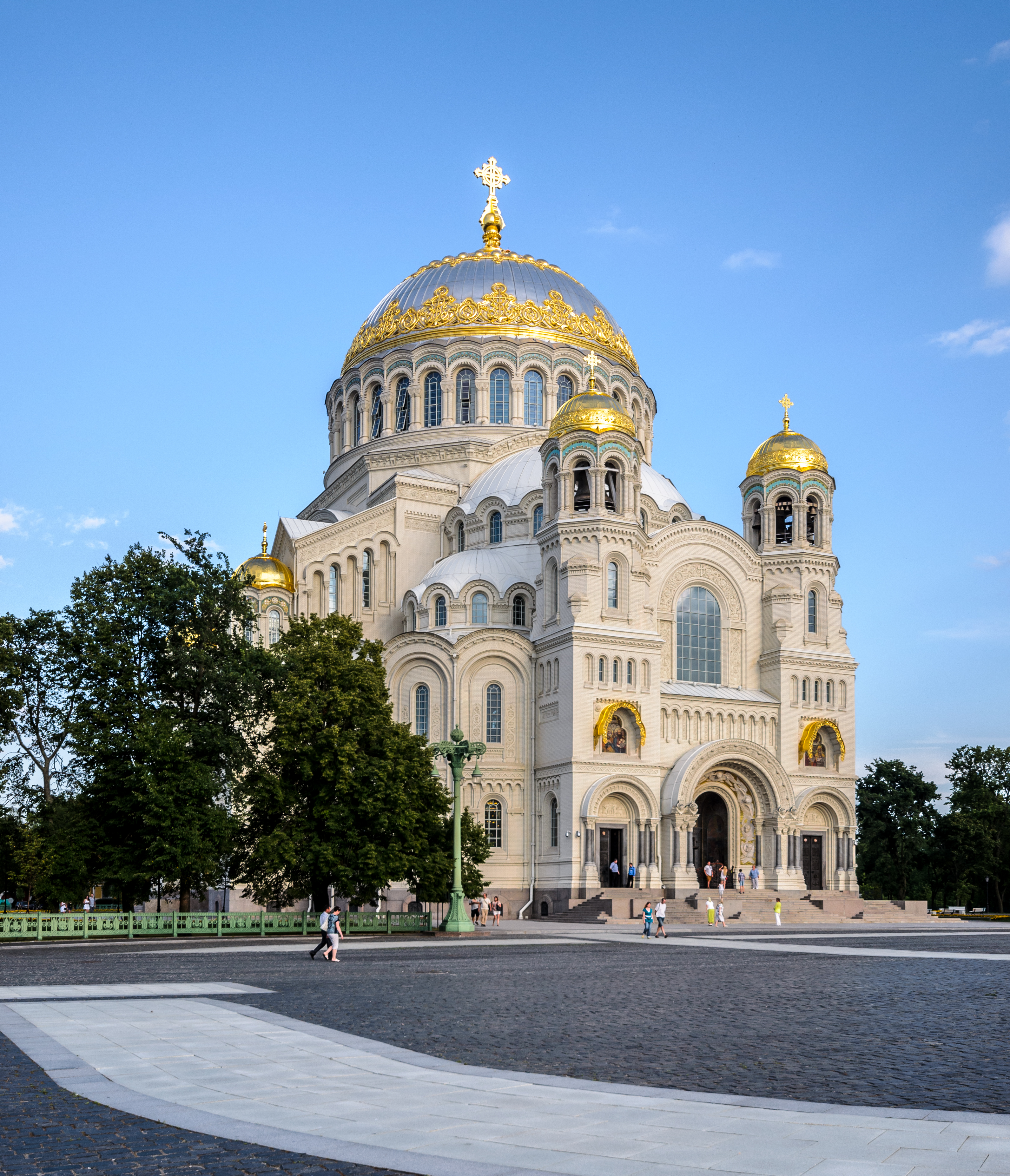
La cattedrale di San Nicola a Kronštadt

Nel XIX secolo, parallelamente al risveglio del gotico che diede vita all'architettura neogotica, si sviluppò anche una architettura neobizantina, che produsse opere come la cattedrale di Westminster a Londra. A Bristol, fra il 1850 e il 1880 uno stile conosciuto come Bizantino di Bristol diventò popolare per edifici industriali che combinavano elementi bizantini con altri dell'architettura moresca. Fu sviluppato su vasta scala in Russia da Konstantin Thon e dai suoi discepoli, che progettarono la cattedrale di San Vladimiro a Kiev, la cattedrale di San Nicola a Kronštadt, la cattedrale di Aleksandăr Nevski a Sofia ed il monastero Nuovo Athos vicino a Sukhumi. Il più grande progetto neo-bizantino del XX secolo fu il tempio di San Sava a Belgrado.